# Chelyocarpus ulei
Chelyocarpus ulei är en enhjärtbladig växtart som beskrevs av Carl Lebrecht Udo Dammer. Chelyocarpus ulei ingår i släktet Chelyocarpus och familjen Arecaceae. Inga underarter finns listade i Catalogue of Life.

## Bildgalleri

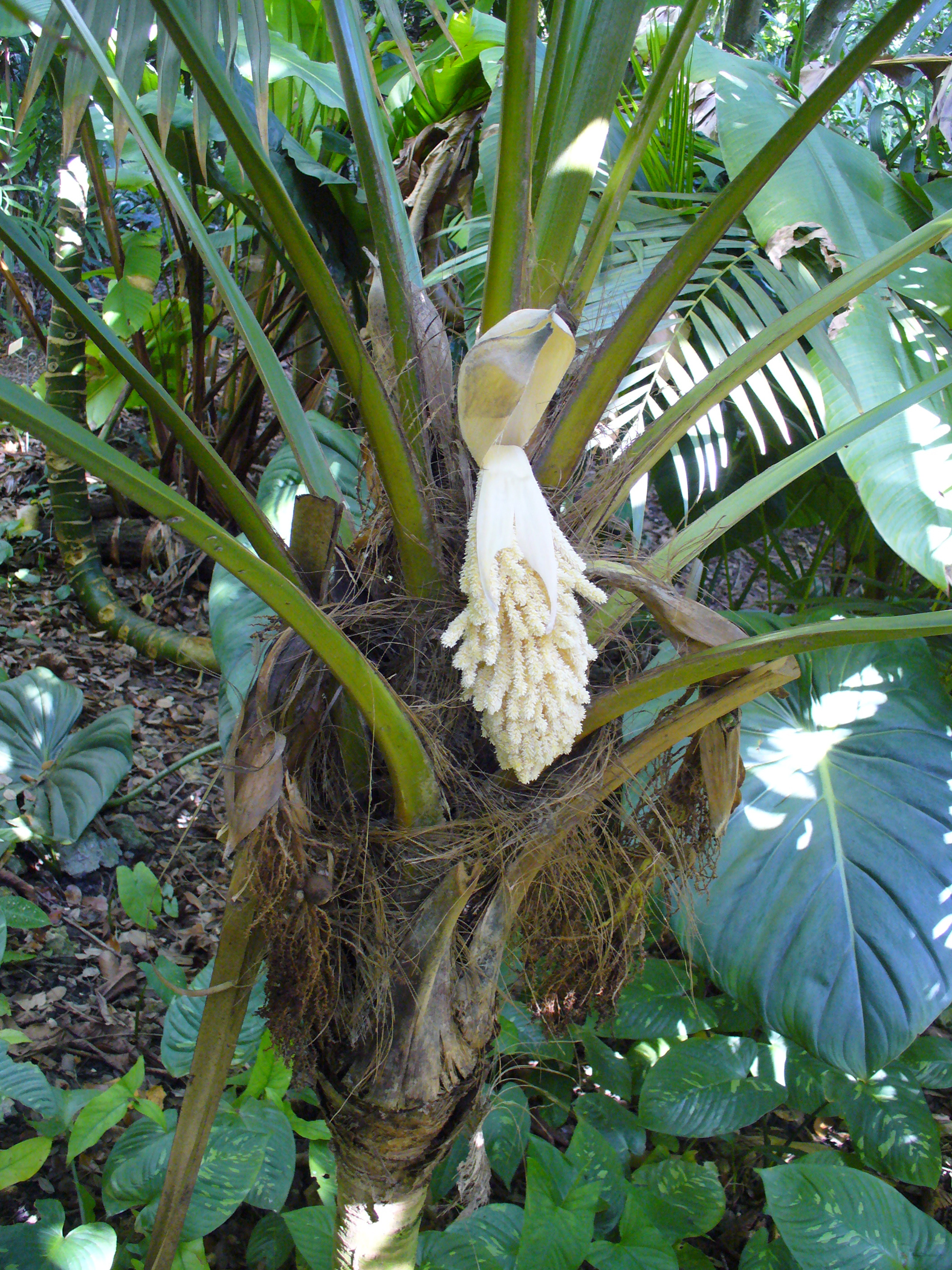